# 阿尔比 (卡坦扎罗省)

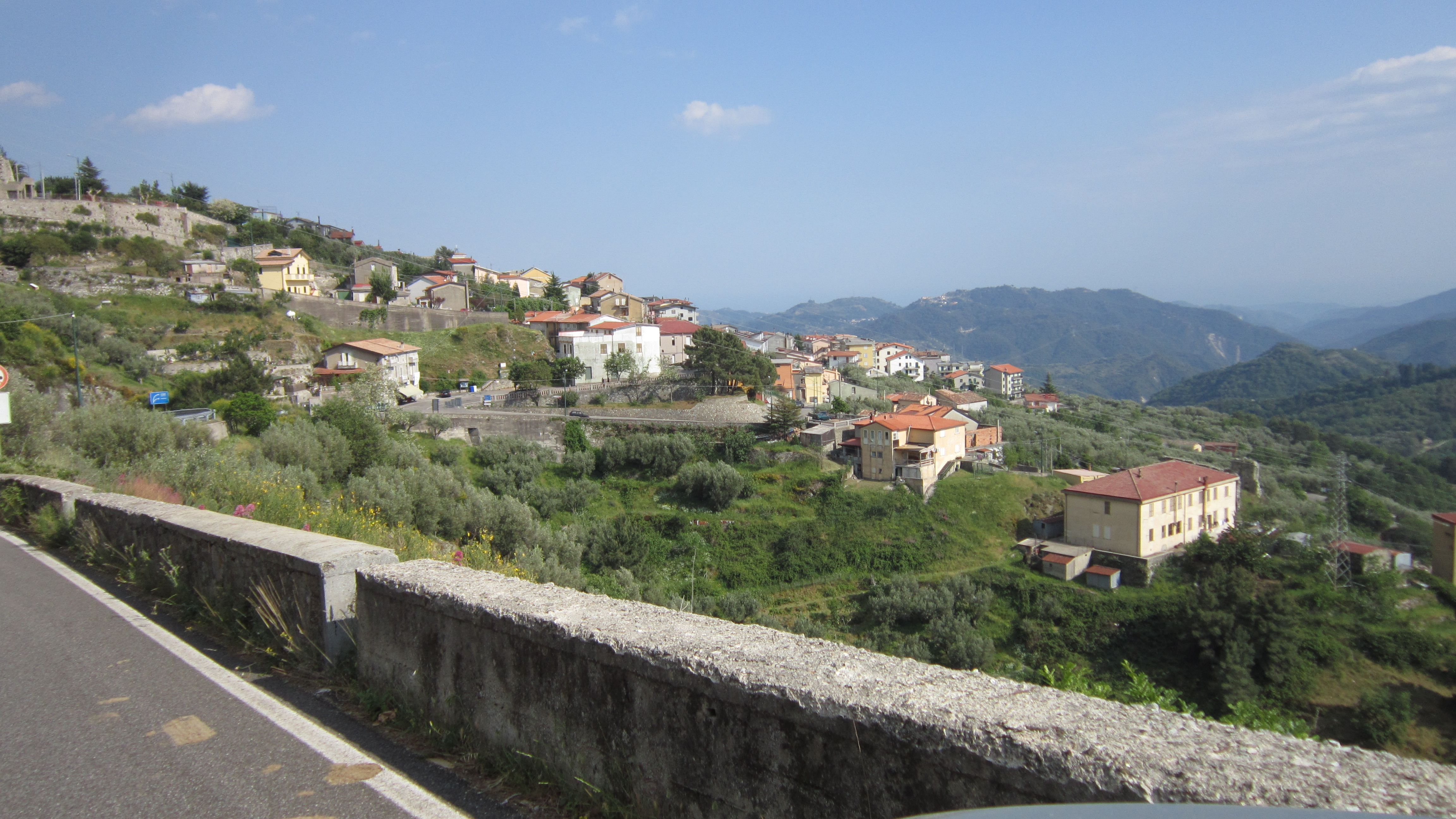
风景

阿尔比（義大利語：Albi）是意大利卡拉布里亚大区卡坦扎罗省的市镇。面积为29.64平方公里，人口数量为882人（2019年）。